# Malașivți, Zboriv
Malașivți (în ucraineană Малашівці) este localitatea de reședință a comunei Malașivți din raionul Zboriv, regiunea Ternopil, Ucraina.

## Demografie
Componența lingvistică a localității Malașivți
     Ucraineană (100%)
Conform recensământului din 2001, toată populația localității Malașivți era vorbitoare de ucraineană (100%).